# District Tazovski
Het district Tazovski (Russisch: Тазовский район) is het noordoostelijkst gelegen gemeentelijk district van het Russische autonome district Jamalië. Het ligt voor het grootste deel boven de noordpoolcirkel en omvat het oostelijk deel van het schiereiland Taz, het schiereiland Gydan, dat het grootste deel omvat, een aantal eilandjes ten noorden ervan en een gebied ten zuiden van deze schiereilanden. Het grootste deel bestaat bestuurlijk gezien uit buitengebieden.

## Geografie
De zuidgrens wordt aan oostzijde gevormd door de westelijke zijrivier de Bolsjaja Totydeottajacha van de Taz en de oostelijke zijrivier de Levaja Choettyjacha, die het district scheidt van het district Krasnoselkoepski ten zuiden ervan en aan westzijde loopt de zuidgrens over land met het district Poerovski en vervolgens een stukje door de Tazboezem met het district Nadymski. De zuidwestgrens met het district Nadymski op het schiereiland Taz loopt in het zuiden langs de rivier de Mongajoerbej, in het westen over land en in het noordwesten langs de rivier de Aderpajot. De westgrens met het district Jamalski wordt gevormd door de Obboezem. De oostgrens met kraj Krasnojarsk (het voormalige autonome district Tajmyr) wordt in het noorden gevormd door de rivier de Mongotsjejacha. Ten zuiden daarvan loopt deze langs het Periptavetomeer, Jamboetomeer en het Chasatomeer, om ten zuiden daarvan langs een zijrivier van de Takata (zijrivier van de Jenisej) en de bovenloop van de Takata zelf te lopen. Vervolgens loopt de grens weer een stuk over land en nog een stukje langs de rivier de Roesskaja (Loetsjejacha) om het laatste stukje naar het district Krasnoselkoepski weer over land te lopen.
Het gebied heeft een oppervlakte van ruim 137.000 km² (meer dan 3 keer zo groot als Nederland), waarmee het de grootste van Jamalië is. Het bestuurlijk centrum is de gelijknamige nederzetting met stedelijk karakter (5.965 inwoners in 2002) aan de monding van de Taz in de Tazboezem. Het gebied wordt overheerst door een poolklimaat.
De belangrijkste vaarwateren zijn de Taz, Poer, Tanama, Messojacha, Joeribej, Obboezem, Tazboezem en de noordelijke Gydaboezem. Het vaarseizoen loopt van juli tot september.

## Geschiedenis
Het district werd geformeerd als een rajon op 10 december 1930.
De eerste vermelding van de noordkust van Jamalië tot de Nestorkroniek. De Tazboezem werd in de hoogtijdagen van de Republiek Novgorod, in de 11e/12e eeuw ontdekt. Op een kaart van 1612 van de Nederlandse kaartenmaker Isaac Massa staan de Tazboezem en het schiereiland Gyda ingetekend.
De geschiedenis van de Russische bewoning gaat terug tot de tijd van Jermak. Waarschijnlijk sinds de 15e eeuw woonde onder andere de Enetsenstam Monkasi in het zuiden van het huidige district. In 1601 werd iets ten zuiden van dit district (noorden van district Krasnoselkoepski) aan de rivier de Taz de handelsstad Mangazeja gevestigd, waar Russische en Europese handelaren op voeren door het huidige district Tazovski. Deze "stad" was meer een – zeer geïsoleerde – nederzetting. Door verwoestende branden, aanvallen van de Nenetsen, de moeilijkheid van de bevoorrading en de afname van het aantal pelsdieren, waarop gejaagd werd voor de huiden, raakte Mangazeja halverwege de 17e eeuw in verval. De bemoeilijking van de bevoorrading was grotendeels het gevolg van een zeeblokkade door tsaristische troepen. De tsaar stuurde uiteindelijk de streltsy naar de stad om deze in 1672 met de grond gelijk te maken om de handel met Europa (en de gevreesde kolonisatie van Siberië door Europa) een halt toe te roepen. De streltsy bleven bij de verwoeste stad gestationeerd om de bevolking ervan te weerhouden deze opnieuw op te bouwen. De bevolking trok grotendeels naar het oostelijker gelegen Toeroechansk (toen verdoopt tot Nieuw-Mangazeja).
Halverwege de 19e eeuw kwamen handelaren uit Soergoet naar het gebied. Deze handelden er met de lokale bevolking en poogden deze ertoe te bewegen over te gaan op de commerciële visvangst. In 1883 werd de factorij Chalmer-Sede (Nenets voor het Russische "Сопка покойников", hetgeen zoiets als "kale heuvel der onthoofden" betekent) aan de monding van de rivier de Taz gesticht door drie handelaren. Zij lieten de lokale bevolking vissen voor hen en vervoerden het vervolgens per schip naar de markten van het Russische Rijk. De lokale vissers werden betaald in natura, daar geld nog een onbekend iets was in het gebied in die tijd. Handelaren uit Obdorsk waren echter niet blij met deze concurrentie en probeerden de zeeweg naar de rivier de Taz te laten sluiten door de autoriteiten. Vervolgens werd het handelsstation opgekocht door Obdorskse handelaren in 1888 en tot 1891 werd het vervoer naar de Taz verboden. Later kwamen meer veelal individuele handelaren naar het gebied.
In 1910 werd de handelsmaatschappij Nizjne-Obskoj opgericht met haar hoofdactiviteiten in het huidige district Tazovski met factorijen in Chalmer-Sede, Ivaj-Sale en Jamboer-Sale. In 1912 was de visserij een grote activiteit geworden, die in handen was van het handelshuis van de Plotnikovs, die ook verantwoordelijk was voor de stoombootdiensten over de Irtysj en de Ob.
In 1920 verrees de eerste Sovjetfactorij, waar het genationaliseerde visinstituut van de Plotnikovs in was gehuisvest.

## Plaatsen
Het district bevatte in 2004 11 plaatsen:

### Onder directe jurisdictie van het gemeentelijk district
- Messo (derevnja) – onderdeel van buitengebied
- Tibejsale (selo) – onbewoond
- Napalkovo (derevnja) – onderdeel van buitengebied
- Tadebjajacha (selo) – onderdeel van buitengebied
- Matjoejsale (derevnja) – onbewoond
- Joeribej (derevnja) – onbewoond

### gorodskieje poselenieja
- Tazovski (nederzetting met stedelijk karakter) – bestuurlijk centrum

### selskieje poselenieja
- Antipajoeta (posjolok)
- Gazsale (posjolok)
- Gyda (posjolok)
- Nachodka (posjolok)